# Nestor Vornicescu

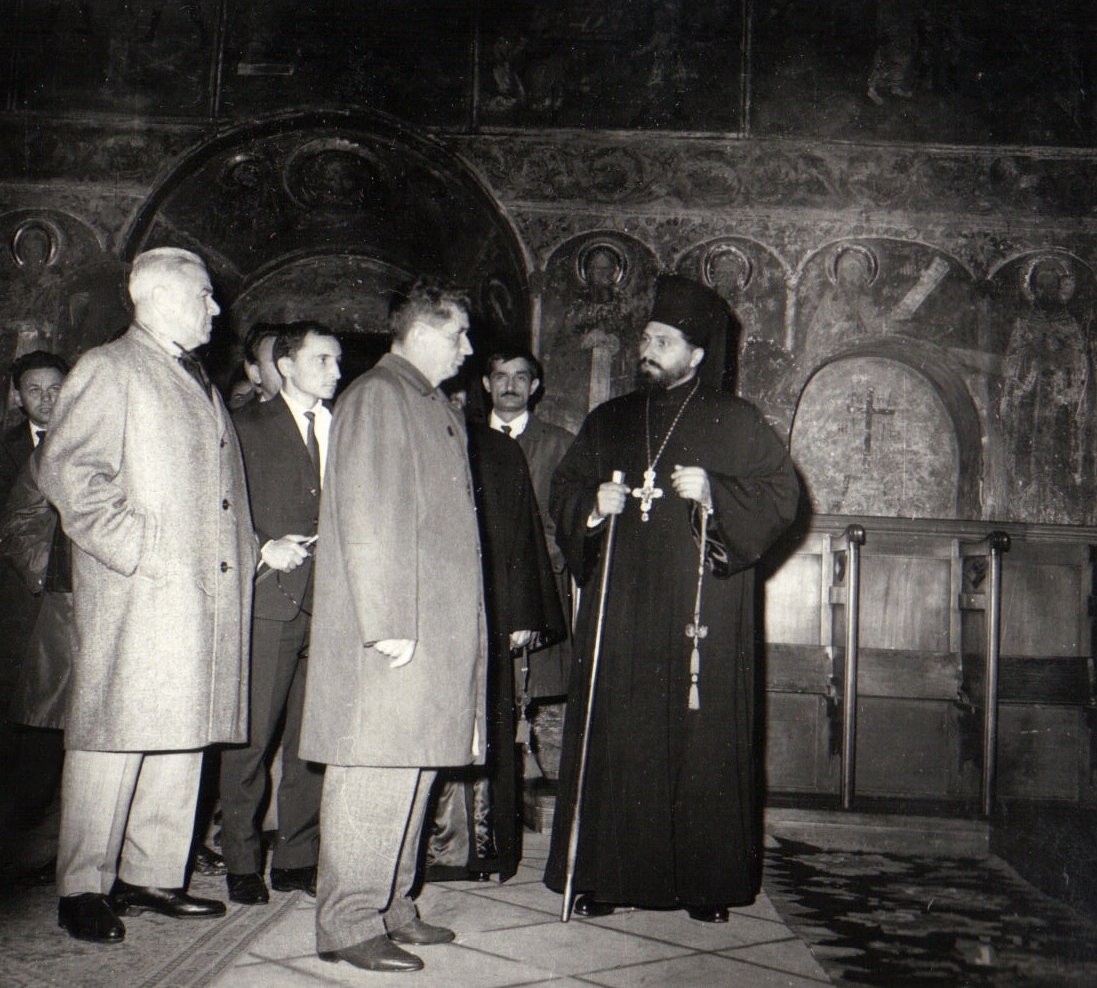
Nicolae Ceaușescu și Ion Gheorghe Maurer la Mănăstirea Neamț, cu prilejul vizitei în regiunea Bacău. Starețul Nestor Vornicescu le prezintă mănăstirea (1966).

Nestor Vornicescu (născut Neculai Vornicescu; 1 octombrie 1927, Lozova, județul Lăpușna, azi Republica Moldova – d. 17 mai 2000) a fost un mitropolit român, membru de onoare (1992) al Academiei Române.
S-a născut la 1 octombrie 1927 în satul Lozova din județul Lăpușna (Basarabia), în familia răzeșilor Vasile și Vera Vornicescu. Școala primară a făcut-o în satul natal, apoi a urmat seminarul monahal la Mănăstirea Neamț (1946-1948) și seminarul monahal superior la aceeași mănăstire (1948-1951). 
A urmat Institutul Teologic din București (1951-1955), cursurile de doctorat în teologie la același institut (1955-1958) și cursuri postuniversitare la Bossey și Geneva în Elveția (1969-1970). Doctoratul și l-a luat la București în 1983. 
Activitatea bisericească și-a început-o ca frate la schitul Nechit, jud. Neamț (1943-1946) și apoi frate la Mănăstirea Neamț (1946-1951). La 10 martie 1950 a intrat în monahism, fiind hirotonit ieromonah și a slujit ca preot la catedrala episcopală din Iași (1958-1962) și bibliotecar al Mitropoliei de acolo. A fost numit stareț al Mănăstirii „Sf. Ioan cel Nou” de la Suceava (1960-1966). 
Mitropolitul Iustin Moisescu l-a hirotesit arhimandrit la 2 februarie 1962 și de la 25 martie 1966 până la 15 decembrie 1970 a fost stareț al Mănăstirii Neamț. 
La 27 decembrie 1970 mitropolitul Firmilian al Olteniei l-a hirotonit episcop-vicar la Craiova. 
De la 23 aprilie 1978 a devenit mitropolit al Olteniei. 
A scris numeroase cărți, articole și studii pe teme patristice, istorice și ecumenice. A publicat în țară și străinătate. 
A participat la multe congrese, simpozioane și alte întruniri internaționale la Madrid, Helsinki, Moscova, Sofia, Ierusalim, Budapesta, Praga, Varșovia, Atena, Kiev, New York, Sydney, New Delhi, Noua Zeelandă etc. A susținut și desfășurat acțiuni filantropice în cadrul eparhiei.
A fost președintele Comisiei sinodale pentru canonizarea sfinților români și Președintele Comisiei Naționale Române de Istorie Eclesiastică și Comparată. 
În 1996 a fost ales membru de onoare al Academiei Române.
A murit la 17 mai 2000 la spitalul județean Craiova în urma unui atac de cord.
A fost distins cu:
- ordinul „Crucea Sfântului Mormânt” al Patriarhiei Ierusalimului,
- ordinul „Sf. Ap. Petru și Pavel” al Patriarhiei Antiohiei,
- ordinul „Sf. Andrei” al Patriarhiei Constantinopolului,
- ordinul „Sf. Sofronie Vraceanski” al Patriarhiei Bulgare,
- ordinul „Sf. Vladimir” al Patriarhiei Moscovei,
- ordinul „Sf. Serghie de Radonej” al Bisericii Ortodoxe din Polonia,
- medalia „St. Marcu” a patriarhiei Alexandriei,
- ordinul „Sf. Constantin cel Mare” al Primăriei Romei.

Lucrări de Patrologie:
- Munca manuală în monahism după Sfântull Vasile cel Mare, în MMS, an. XXXI, 1955, nr. 9, p. 501-521;
- Învățătura Sfântului Grigorie de Nissa despre chip și asemănare, în ST, an. VIII, 1956, nr. 910, p. 585-602;
- Începutul vieții de obște în monahism după Sfântul Pahomie cel Mare, în MMS, an. XXXIII, 1957, nr. 5-6, p. 416-430
- Principii pedagogice în opera “Pedagogul" a lui Clement Alexandrinul, în ST, an. IX, 1957, nr. 9-10, p. 726-740;
- Viața morală și duhovnicească a preotului după lucrarea Sfântului Ambrozie “De officiis ministrorum", în BOR, an. LXXV, 1958, nr. 3-4, p. 333-347;
- Combaterea nedreptăților sociale în cuvântările episcopului Asterie al Amusiei, în ST, an. X, 1958, nr. 7-8, p. 454-462;
- Dragostea față de om după scriitorii creștini din veacurile al doilea și al treilea, în ST, an. X, 1958, nr. 9-10, p. 590-597;
- Invățături duhovnicești din viața și opera Sfîntului Vasile cel Mare, în MMS, an XLI, 1965, nr. 1-2, p. 43-54;
- Aspecte ale desăvârșirii creștine după Sfântul Vasile cel Mare, în “Ortodoxia", an. XXX, 1978, nr. 4, p. 604-637;
- Scrieri ale Sfântului Vasile cel Mare în literatura Bisericii Ortodoxe Române, în “Ortodoxia", an. XXXI, 1979, nr. 1, p. 19-52;
- Invățătura Sf. Vasile cel Mare despre muncă, în MO, an. XXXI, 1979, nr. 1-3, p. 10-48 (ultimele trei studii au apărut și în volum, cu titlul: Despre viața și opera Sfântului Vasile cel Mare. La 1600 de ani de la trecerea sa către Domnul, Craiova, 1979, 162 p. + XVI pl.)

Lucrări de Istoria Bisericii Românești:
- Leaturile Patriarhiei de Constantinopol cu Biserica românească în veacul al XVI-lea, în MO, an. X, 195 8, nr. 3-4, p. 191-202;
- Arhiereul Narcis Crețulescu-Botoșăneanul (1835-1913), în MMS,an.XXXV,1959,nr.5-6,p. 333-343;
- Cazaniile noastre, în MMS, an. XXXVII, 196 1, nr. 3-4, p. 181-202;
- Arhimandritul Leon Asachi, în MMS, an. XXXVIII, 1962, nr. 3-4, p. 213-242;
- Instituții pentru îngrijirea sănătății patronate de mănăstirea Neamț, în MMS, an. XXXIX, 1962, nr. 5-6, p. 442-450;
- Arhimandritul Benedict Teodorovici egumenul Moldoviței (1769-1785), în MMS, an. XXXIX, 1963, nr. 7-8, p. 513-529;
- Reședința mitropolitului Dosoftei de la “Sf. Nicolae” Domnesc din Iași, în MMS, an. XXXIX, 1963, nr. 9-10, p. 602-609;
- Biserica Sfântul Gheorghe - Mitropolia Veche din Iași, în MMS, an.  XL, 1964, nr. 7-8, p. 398-408 (și în vol. Monumente istorice- bisericești din Mitropolia Moldovei și Sucevei, Iași, 1974, p. 335-340);
- Xilogravuri-clișee executate de ieromonahul Veniamin Jacotă la mănăstirea Sucevița între anii 1855-1859, în MMS, an.  XLI, 1965, nr. 3-4, p. 181-189;
- Două xilogravuri-clișee vechi din mănăstirea Sfântul loan cel Nou din Suceava, în BOR, an. LXXXIV, 1966, nr.1-2, p. 209-228;
- O xilogravură din anul 1661: Imaginea celor două căi în Mitropolia Moldovei și Sucevei, an. XLII, 1966, nr. 5-6, p. 302—316;
- Literatura patristică în preocupările mitropolitului Veniamin Costache, în MMS, an. XLIII, 1967, nr. 1-2, p. 49-60;
- Îngrijirea sănătății în vechile noastre mănăstiri, în MO, an. XX, 1968, nr. 12, p. 65-70;
- Mihail Kogălniceanu la Râșca în 1844, în MMS, an. XLIV, 1968, nr. 3-4, p. 174-184;
- Relații bisericești-culturale între mănăstirea Neamț și  Transilvania din cele mai vechi timpuri până în preajma anului 1918, în MMS, an.XLIV, 1968, nr. 11-12, p. 664-701;
- Scrieri bizantino-eclesiastice în țările române (secolele XIV-XV), în MO, an. XXIII, 1971 nr.11-12, p. 802-822;
- Ctitorii mănăstirii Bucovăț Stepan marele ban și fiul său Pârvu marele logofăț, în MO, an. XXIV, 1972, nr. 9-10, p. 668-699;
- Trei manuscrise psaltice vechi, în MO, an. XXIV, 1972, nr.11-12, p. 935-965;
- Un manuscris necunoscut al duhovnicului Andronic: Istoria mănăstirii Secu, în MMS, an. L, 1974, nr. 3-4, p. 180-196;
- “Cântecul lui Adam" într-un vechi manuscris psaltic de la Strihareț, în BOR, an. XCII, 1974, nr. 7-8, p. 1030-1039 (versiune franceza în RESEE, XV, 1977, p. 37-47);
- Scrieri patristice și postpatristice în preocupările mitropolitului Dosoftei al Moldovei, în MO, an. XXVI, 1974, nr. 9-10, p. 6-19;
- Mitropolitul Dosoftei traducător și editor al unor texte patristice, în MMS, an. L, 1974, nr. 9-12, p. 749-752;
- Incercări, posibilități și propuneri în vederea înființării Patriarhatului înainte de 1925, în BOR, an.XCIII, 1975, nr. 11-12, p. 1342-1365,
- Propuneri simultane pentru înființare Patriarhatului la București și a unei Mitropolii la Craiova, între anii 1882 și 1924, în MO, an.  XXVI, 1975, nr. 11-12, p. 821-851 (și extras);
- Rugăciuni pentru biruință în 1877-1878, în “Ortodoxia", an. XXVIII, 1976, nr. 2, p. 378-401;
- 0 cronică necunoscută a Războiului pentru Independență, în BOR, an.  XCIV, 1976, nr. 56, p. 535-579 (și extras);
- Contribuția  patriotică adusă de clerul din părțile oltene în anii 1877-1878, în MO, an. XXIX, 1977, nr. 4-6, p. 259-305;
- Personal monahal la “Crucea roșie” pentru îngrijirea ostașilor răniți în 1877-1878, în BOR, an. XCV, 1977, nr. 5-6. p. 397-413 (studiile menționate aici și altele, referitoare la Războiul de Independență au fost srânse în volumul: Contribuții aduse de slujitorii bisericești pentru Inclependența de Stat a României, în anii 1877-1878, Craiova, 1978, 196 p. + 90 fig);
- Dosoftei mitropolitul Moldovei apărător al epiclezei euharistice, în BOR. an. XCV, 1977, nr.7-8, p. 727-753;
- Episcopul Ilarion al Argeșului, sfetnicul lui Tudor Vladimirescu. File din calendarul strădaniilor sale de slujire a Bisericii și a patriei (în anii 1820-1821), în MO, an. XXXIII, 1981, nr. 1-3, p. 7-77;
- 0 matrice sigilaă inedită 1821 și semificația sa istorică în MO, an. XXXIII, 1981, nr. 7-9, p. 354-374 (ultimele două studii – cu introducere, indice și rezumate - publicate în volumul Descătușarea  și Craiova. 1981, 17 p.);
- Scrieri patristice în Biserica Ortodoxă Română până în sec. XVII, Izvorare traduceri, circulație. Teză de doctorate Craiova, 1983, 448 p. (Publicată și în MO, an. XXXV, 1983,nr.1-3-4,5-6; reeditată sub titIul: Primele scrieri patristice în literatura noastră. sec.  IV-XVI, Craiova, 1984, 638 p.);
- Participarea mitropolitului Moldovei Sofronie Milescu la înfăptuirea unirii Principatelor Române, în BOR,an.CIl, 1984,nr.  I -2, p. 79-117 și MO. an. XXXVI, 1984, nr. 1-2, p. 7-38 (și în extras, Craiova, 1985, 156 p.);
- Un filosof străromân de la Histria dobrogeană: Aethicus Histricus, autorul unei Cosmografii și al unui alfabet (sec.IV-V), în MO,an.XXXVII, 1985, nr. 11-12 (și extras, Craiova, 1986, 51 p.+ 14 anexe + 8 pl.), Argumentul vechimii și neatârnării mitropoliei Moldovei și Sucevei pârghie în eforturile depuse pentru înfăptuirea unirii din 1859, în BOR,an. CIV, 1986,nr. 9-10,p. 83-108;
- 0 parte din aceste studii strânse în vol. Desăvârșirea unității  noastre naționale, fundament al unității Bisericii străbune, Craiova, 1988,66-81 p. și în vol.”Biruit-au gândul”. Studii de teologie istorică românească, Craiova, 1990, 622 p.;
- Una dintre primele scrieri ale literaturii române stravechi: Pătimirea Sfinților Epictet și Astion" (de la cumpăna secolelor III-IV), Craiova, 1990, 244 + XXII p. (text Român, francez. engleză extras din MO, an. XLI, 1989, nr. 1, p. 20-74).